# Ana Pessoa Pinto
Ana Maria Pessoa Pereira da Silva Pinto (Bobonaro, 5 de janeiro de 1956) é uma política e jurista timorense e ex-Procuradora-Geral da República. Ela é mais comumente conhecida como Ana Pessoa. 

## Biografia
Sua família é originária da cidade ocidental de Maliana. Estudou direito na Universidade Eduardo Mondlane, em Moçambique e como advogada  manteve uma posição judicial em Moçambique durante os anos de exílio. Foi ministra da Administração Estatal e Interna  durante o governo do primeiro-ministro Mari Alkatiri de 2002 a 2007, sendo membro do Comité Central da Frente Revolucionária de Timor-Leste Independente (Fretilin).
Durante a Administração Transitória das Nações Unidas em Timor-Leste (UNTAET) de 1999 a 2002, Ana Maria Pessoa foi Ministra da Administração Interna no I Governo Transitório e Ministra da Justiça no II Governo Transitório. Foi também Ministra da Justiça no I Governo Constitucional de 2002 a 2006.
A partir de de 27 de março de 2007 passou a exercer a titularidade de Procuradora-Geral de Timor-Leste. Foi eleita para o Parlamento Nacional de Timor-Leste nas eleições legislativas de 2007.
Ela é a ex-esposa de José Ramos-Horta, ex-presidente. Eles têm um filho, Loro.